# Apóstoles (Argentina)

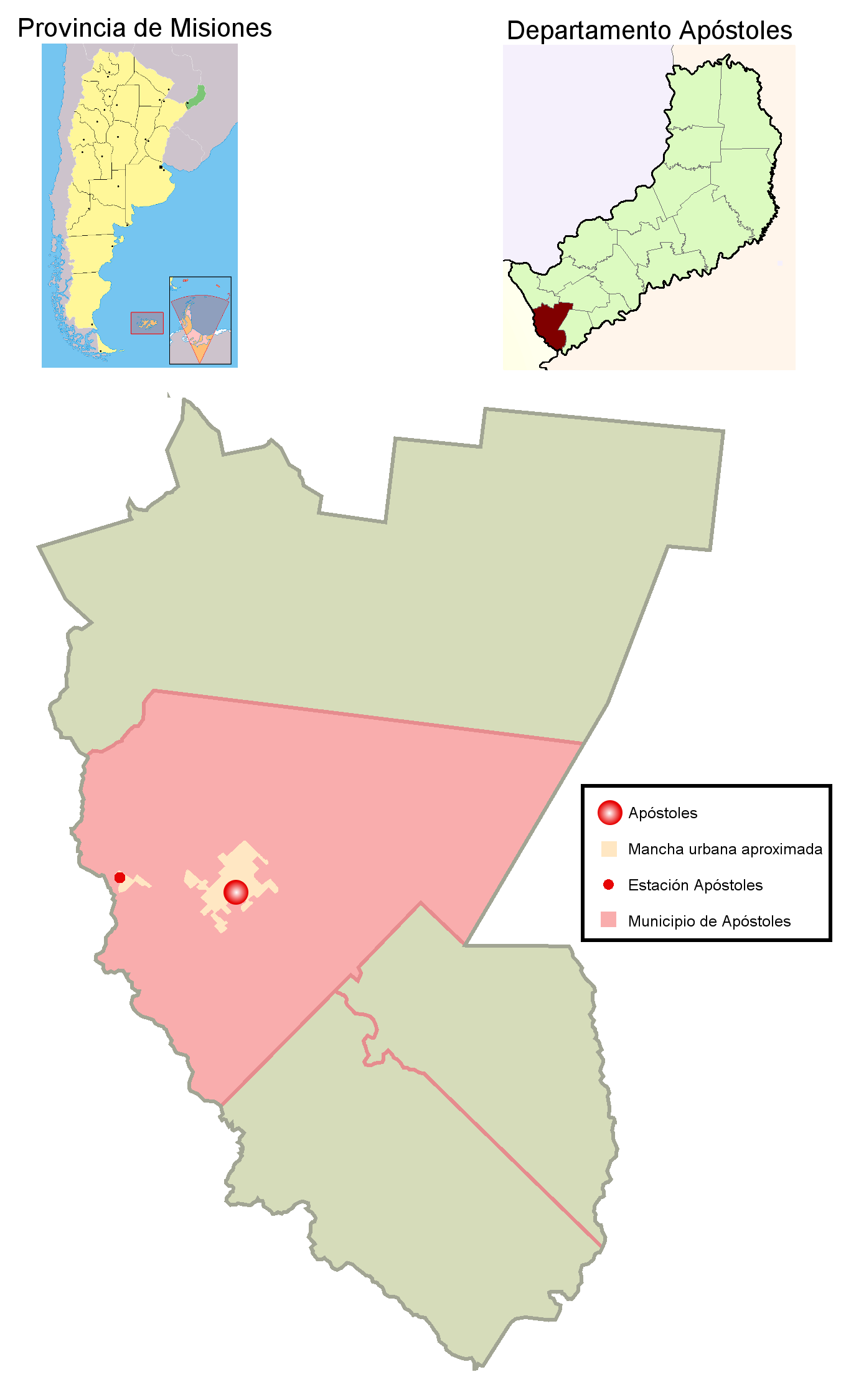
Municipio de Apóstoles y su mancha urbana.

Apóstoles es una ciudad argentina, cabecera del departamento de Apóstoles en el sur de la provincia de Misiones capital Nacional e Internacional de la Yerba Mate. Originalmente sede de la Reducción Jesuítica de los Santos Apóstoles Pedro y Pablo, de donde se origina el nombre actual de la ciudad, fundada en 1638, fue refundada en 1897 con la llegada de contingentes de inmigrantes Polacos y Ucranianos. Diagramada por el agrimensor Queirel en 1896, permitió ésta planificación la instalación de colonos agricultores, que con el devenir de los años se convirtieron en los principales productores de Yerba Mate, cultivo que sigue siendo el puntal económico de la zona.  La localidad tuvo su mayor auge con la llegada en 1905 de la estación del Ferrocarril Nacional General Urquiza, que une Buenos Aires y Posadas, que desplazó el eje económico de las comunicaciones provinciales al extremo oeste. El apeadero —situado a 5 kilómetros de la localidad— formó a su alrededor un núcleo separado ediliciamente de Apóstoles, pero considerado como un barrio más de esta localidad: Estación Apóstoles. Actualmente es base operativa de medios aéreos del Plan Nacional de Manejo del Fuego.
También depende de este municipio el aglomerado conocido como Barrio Rural.

## Geografía
Se encuentra en la altiplanicie de Apóstoles, que forma parte de la meseta misionera, a solo 5 km del límite con la provincia de Corrientes.
Su principal vía de acceso es la ruta provincial 1 (asfaltada), que la comunica al norte con San José (donde se convierte en la ruta Nacional 105), y al sur con Azara. También es vital la ruta provincial 10, asfaltada, que la comunica al este con Concepción de la Sierra, y al oeste con estación Apóstoles y Colonia Liebig. Otros accesos son la ruta provincial 202 que la conecta con Tres Capones y la ruta provincial 201, que tras empalmar con la ruta provincial 3 la lleva hasta Cerro Azul.

## Historia
Fue establecida como una reducción jesuita en 1638, cuando el Padre Diego de Alfaro trasladó a este lugar el pueblo jesuítico ‘Natividad’ desde la sierra del Tapé (territorio actualmente en Río Grande del Sur), bautizando a la población como Santos Apóstoles Pedro y Pablo. Luego de la expulsión de los jesuitas en 1767, el pueblo decayó. En 1818 se libró la batalla del comandante Andrés Guazurarí (popularmente llamado Andresito) contra los bandeirantes lusobrasileños, en 1825 las incursiones lusobrasileñas habían destruido a la ciudad despoblando casi por completo el territorio de la provincia de Misiones.
En 1897 llegan los primeros inmigrantes (principalmente polacos y ucranianos), procedentes del sudeste de Galicia, territorio que actualmente se encuentra al sudeste de Polonia y al sudoeste de Ucrania, pero perteneciente en ese momento al Imperio austrohúngaro, los cuales repoblaron el territorio. En 1898 se crea la colonia nacional agrícola. En 1898 se erige el primer templo dedicado a Nuestra Señora de Częstochowa, la "Virgen Negra". En 1908 se crea el Consejo Municipal; y el 28 de noviembre de 1913 se crea oficialmente la Municipalidad de Apóstoles con la conformación del Primer Concejo Deliberante. 

### Apóstoles
El Padre Pedro Alfaro fundó el 8 de septiembre de 1633, un pequeño pueblo al que denominó Natividad. Estaba ubicado sobre la orilla derecha del río Uruguay, en la sierra del Tape, territorio hoy brasileño, en el Araricá, entre los 28-30 grados de latitud y 2 a 5° de longitud oeste.
En 1638, a raíz del ataque sistematizado de los mamelucos, los que pudieron salvarse de la muerte o cautividad, abandonaron a Natividad Ve la Virgen, y luego de pasar a la orilla izquierda del río Uruguay, refundaron el pueblo de Natividad, con el nombre de Los Santos Apóstoles Pedro y Paulo, en la orilla del Chimiray y al sur de la reducción de San José, es decir, en el lugar en que actualmente se halla. Esto ocurría el 29 de junio de 1638, fecha que debe, en realidad ser considerada, como fecha de la fundación de Apóstoles, ya que la que fundara el Padre Pedro Alfaro era, en el Brasil y llevada un nombre distinto. Lo único que tiene nexo Apóstoles con Natividad, es que aquel fuera fundado por elementos pertenecientes a lo que quedaba de éste.

### La reducción de Apóstoles (1633-1818)
La reducción de Natividad de la Virgen de Araricá fue fundada en el año 1633 por el P. Diego de Alfaro en la región del Tapé, actual Estado de Río Grande del Sur, en el Brasil. Junto a las demás reducciones del Tapé se vio obligada a emigrar en 1638 como consecuencia de las invasiones bandeirantes. La reducción de Natividad de la Virgen se estableció a escasos kilómetros al norte del pueblo de San Javier, sitio en el que adoptó la denominación de reducción de los Santos Apóstoles Pedro y Pablo.
En 1652 la reducción de Apóstoles se trasladó a su establecimiento definitivo, coincidente con el actual emplazamiento de la ciudad de Apóstoles. Sin embargo, la presencia de los jesuitas en la zona databa ya de algunos años antes. Fue precisamente el P. Roque González de Santa Cruz el primer jesuita en visitar la zona del actual Apóstoles, en un viaje de reconocimiento realizado en el año 1619. En esa oportunidad el P. Roque González había llegado hasta las orillas de arroyo Arecutay (actual arroyo Tunas). El área estaba habitada por una gran población guaraní, dirigida por un temerario cacique y hechicero llamado Cuaracipú. El P. Roque González logró cristianizar a este hechicero, y con él a toda la población guaraní de la zona, siendo este hecho uno de los precedentes que darían origen a la fundación de la reducción de Nuestra Señora de la Concepción de Ibitiracuá. En el histórico lugar de la conversión de Cuaracipú quedó erigida una capilla, la que se ubicaba en el mismo sitio en que hoy se erige la capilla San Nicolás de Las Tunas.
A partir del establecimiento definitivo de 1652 la jurisdicción territorial de Apóstoles se extendió desde la margen derecha del arroyo Tunas, hasta la margen izquierda del río Aguapeí, y desde este último lugar hasta la margen derecha del río Uruguay. Además tuvo jurisdicción sobre la estancia de Vira puytá, ubicada al sur del río Ibicuy, en el actual estado brasileño de Río Grande del Sur. Como podemos advertir, la jurisdicción territorial del pueblo de Apóstoles se extendía sobre todo un ámbito geográfico que en la actualidad es parte de la provincia de Corrientes. La elección del sitio señalado para el asentamiento definitivo de Apóstoles no fue casual. Tuvo una función geopolítica, que se mantendrá hasta fines del siglo XIX y será fuente de conflictos cuando se implemente el plan de colonización agrícola minifundista: la función era controlar y ejercer soberanía sobre las extensas regiones ganaderas de la cuenca del Aguapeí que se hallaban en estado de fricción con las estancias de los hacendados de Corrientes. Allí la reducción de Apóstoles había logrado instalar excelentes estancias ganaderas. En lo que respecta al casco urbano de la reducción, se ubicó en una pequeña meseta de 173,67 m de altura. Esta ubicación condicionó el trazado urbano de la reducción, haciendo que la residencia y los talleres se ubicaran hacia la derecha del templo, mientras que las casas de los indígenas se concentraron en los sectores norte y oeste de la plaza. Urbanísticamente el pueblo poseía las características comunes a todas las fundaciones jesuíticas. El Inventario de 1768 (Brabo, 1872: 22) expresa que Apóstoles poseía setenta y cuatro hileras de casas, dos percheles grandes para depósito comunitario, dos galpones para hacer tejas y un horno para quemar tejas; un templo muy bien provisto de valiosas alhajas de plata, de tallas y esculturas, y un campanario con catorce campanas. En 1680 llegó a contener un máximo de 6000 habitantes, pero en el año 1809 como consecuencia de la decadencia generalizada de las reducciones apenas contaba con 1484 habitantes.
Inmediato al trazado urbano de la reducción se extendían las chacras particulares (abambaé) de los indígenas y las estancias comunitarias (tupambé).
La máxima expansión agrícola de la reducción de Apóstoles se produjo hacia el Norte y el Noreste, favorecida por los cursos de agua de los arroyos Yachimá-mirí (actual Cuñamanó) y Yachimá-guazú (actual Chancho). Las tierras de las zonas Oeste y Sur fueron aprovechadas a partir de la construcción de lagunas artificiales, las que además de agua posibilitaban la obtención de tarquín. En el entorno de la reducción se ubicaban también los yerbales hortenses del pueblo, las canteras y la fábrica de cerámicas. Las comunicaciones con las reducciones vecinas y con el ámbito territorial del poblado se hallaban establecidas con una importante red caminera troncal, la que a su vez poseía ramificaciones secundarias.
La toponimia de algunas de las estancias jesuíticas de Apóstoles ha perdurado hasta nuestros días, por ejemplo San Alonso, San Isidro, Santa Bárbara, Jesús, San Juan, San Lucas y San Antonio (Azara), entre otras tantas más. Los datos históricos permiten apreciar la pujanza que alcanzó la reducción jesuítica de Apóstoles. Económicamente era uno de los pueblos más estables y desarrollados, desde el momento que su excelente situación territorial le permitía el desarrollo equilibrado de las actividades agrícolas, ganaderas y artesanales. Una situación privilegiada de la que no gozaron la mayoría de los pueblos misioneros. El año 1767, con el decreto de expulsión de los jesuitas, marcó el comienzo de un proceso de desarticulación de toda esa organización.
En el año 1801, como ya hemos mencionado, en Misiones se transformó en propietarios a un gran número de pobladores guaraníes, criollos y españoles (estos últimos, casados con mujeres guaraníes y habitantes de los pueblos). El pueblo de Apóstoles también participó en dicho plan de desarrollo agrícola ideado por el marqués de Avilés, Virrey del Río de la Plata. Se entregaron en propiedad lotes agrícolas que daban fondo con los cursos de los actuales arroyos Tunas (Arecutaí), Chancho (Yachimá-guazú), Cuñamanó (Yachimá-mirí) y Chimiray (Chiminá), además de otros lotes que tenían como punto de referencia las importantes lagunas artificiales que existían en las zonas carentes de cursos naturales de agua. Simultáneamente se otorgaron en propiedad particular suertes de estancias, a partir de la subdivisión de algunas estancias comunitarias del pueblo ubicadas en cercanías del curso del Aguapey. El plan buscaba hacer resurgir el antiguo esplendor que había caracterizado a Apóstoles y a los demás pueblos misioneros.

### La evolución urbana de apóstoles (1652-1897)
Desde su establecimiento definitivo en 1652, luego de varios traslados provisorios, el pueblo de Apóstoles evolucionó urbanísticamente hasta 1897 en cinco etapas o periodos, coincidentes cada uno de ellos con las diversas circunstancias históricas de la región. Caracterizar con toda precisión y certeza dicho proceso es de fundamental importancia para poder apreciar en toda su magnitud el efecto urbanístico refundacional del proceso de colonización iniciado en 1897. Un proceso que se proyectara luego a otros centros como ser San José, Azara, Tres Capones, etc. Y que al mismo tiempo terminara por anular y dejar en un plano secundario a otros centros urbanos de relevancia en la región hasta aquel momento, como ser Concepción de la Sierra, Garruchos y Santo Tomé.

### Primer asentamiento (1652-1818)
Corresponde a la Reducción de Apóstoles. Ocupó un sector el sitio en el que hoy se encuentra la actual ciudad de Apóstoles, correspondiente a las Manzanas 72, 73, 74, 54, 53, 52, 51, 46, 45, 44, 43, 22, 21, 20, 19, 14, 13, 12 y 11. Además este asentamiento permitió la ocupación agrícola y ganadera de todos los terrenos ubicados entre el arroyo Tunas, el río Aguapeí y el río Uruguay. Se caracterizó por poseer una arquitectura en piedra y adobe y por contener a una población que a fines del siglo XVII llegó a los 7000 habitantes. Formó parte de los 30 pueblos guaraníes de las Misiones Jesuíticas y en dicho contexto fue expresión de una cultura que hasta la actualidad es materia de estudio y de asombro en el mundo. Este primer asentamiento de Apóstoles fue el que sentó las bases para la ocupación del sureste de la actual provincia de Misiones.
Toda la infraestructura que persistió a la destrucción del asentamiento en 1818, como ser caminos, pasos en los arroyos, canalizaciones, estanques artificiales, yerbales, restos de capillas, piedras de las ruinas, etc., servirían luego para la formación y consolidación de los otros asentamientos.

### El moderno asentamiento de Apóstoles
El moderno trazado urbano de Apóstoles data del año 1896 y es obra del Agrimensor Juan Queirel (Departamento de Tierras, Colonias y Agricultura, Expediente 1785 Letra Q). Corresponde al actual amanzanamiento del sector urbano delimitado por las avenidas Polonia, Las Heras, Humada Ramella, Malvinas Argentinas y Ucrania. En dicho ámbito, al momento de realizarse la mensura, existían únicamente como elementos sobresalientes dos caminos, uno que provenía desde Garruchos y otro desde San Carlos, que luego de unirse, formaban un tercero que partía hacia Concepción. En el ángulo Norte del trazado se destacaba el espeso monte que cubría las ruinas jesuíticas de Apóstoles. El 7 de octubre de 1895, año en el que Don Juan Queirel realizaba las tareas de campo en Apóstoles, quedó constituida la primera Comisión Municipal, integrada por los señores Bonifacio Alarcón, Bienvenido Ferreyra, Nicolás Torres, Adolfo Pager y Víctor Navajas. En el mismo año se había realizado el censo nacional en Misiones, el cual había dado un total de 16 334 argentinos y 17 796 extranjeros (AAVV, 1979: 60), mientras que los datos de Apóstoles dieron un total de 295 habitantes para el núcleo urbano y 968 habitantes para la campaña. A partir de la mensura urbana de 1896 el asentamiento preexistente quedaba como un área totalmente marginal. La apertura de las calles y la ocupación efectiva del moderno trazado urbano de Apóstoles será obra del impacto socioeconómico generado a partir del proceso de colonización que se iniciará al año siguiente de la mensura, en 1897.

### La Batalla de Apóstoles
Era el mes de junio del año 1817 y Andrés Guacurarí había establecido su cuartel general en el pueblo de Apóstoles, meses antes saqueado y destruido por la invasión portuguesa dirigida por el comandante Francisco Das Chagas Santos. Don Andrés Guacurarí, conocido por su pueblo como Andresito, comenzó la organización de las fuerzas misioneras con la finalidad de contrarrestar las invasiones de los portugueses. ¿Quiénes integraban aquel ejército misionero? No eran soldados profesionales. Eran los sobrevivientes de las matanzas realizadas por los portugueses en San Carlos, San José, Concepción, Santo Tomé, La Cruz, Mártires, San Javier, Apóstoles y otras tantas reducciones de Misiones, durante los meses de enero y febrero de 1817.
Eran el mismo pueblo, integrado por indios guaraníes y gauchos criollos habitantes de la campaña adyacente a los pueblos. Junto a ellos en la lucha estaban las mujeres, los ancianos y los niños. Era el pueblo levantado en armas en defensa de sus derechos y de su dignidad, siguiendo los principios del federalismo del caudillo oriental Gervasio Artigas y luchando contra el centralismo porteño aliado a los intereses portugueses. La concentración de las fuerzas misioneras en Apóstoles exacerbó los ánimos del comandante portugués Francisco Das Chagas Santos, quien decidió organizar una nueva invasión a Misiones con el objetivo de atacar a los misioneros que se hallaban concentrados en Apóstoles.
A fines del mes de junio del año 1817 una fuerza portuguesa compuesta por 800 hombres pertenecientes al Regimiento de Dragones de Río Pardo y a la Infantería de Santa Catalina, comandados por el brigadier Francisco Das Chagas Santos, el Mayor José María de Gama, el Capitán Alexandre José de Campos y el Alférez Antonio de Souza Coutinho, cruzaron el Río Uruguay y se dirigieron hacia Apóstoles. Eran en su mayoría soldados veteranos, gran parte de ellos se habían formado en las guerras napoleónicas de Europa. Ante el avance decidido de los portugueses los gauchos que habitaban las chacras y estancias se fueron replegando junto a sus familias hacia la guarnición de Apóstoles, uniéndose a los guaraníes.
Al amanecer del día 2 de julio al enemigo se presentó en formación de batalla en las afueras del pueblo, hacia el Este, sobre la margen izquierda del arroyo Cuñamanó, dispuestos a iniciar el ataque. Los misioneros decidieron salir a enfrentarlos enarbolando una bandera roja. El enfrentamiento se produjo a media legua del pueblo. Los gauchos y guaraníes fueron rechazados al no lograr quebrar la línea de artillería de los portugueses y se replegaron hacia el pueblo, fortificándose en los patios de talleres, residencia y en el templo.
Entonces los portugueses, a media mañana, comenzaron el asedio del pueblo.
Mientras la batalla se desarrollaba, una torrencial lluvia se abatía sobre el pueblo, lo que tornaba más confusa e indecisa la situación. La Batalla llegó a una resolución a las 3 de la tarde, momento en que entró en escena el comandante Andresito Guacurarí al frente de un cuerpo de caballería compuesto por 200 hombres. Llegaba al galope desde el vecino pueblo de San José con este importante auxilio. Das Chagas intentó detenerlo y mandó al Capitán de Granaderos José María da Gama junto a 120 hombres para que rechazara a Andresito a las afueras del pueblo. Los 200 lanceros guaraníes de Andresito arrollaron en su marcha a la columna portuguesa del Capitán da Gama y cayeron violentamente sobre los portugueses que atacaban al pueblo. El combate, en medio de la lluvia y el barro, se volvió terrible. Las cargas de los fusiles estallaron y los choques del acero de las lanzas, los facones y los sables, se mezclaron con sapucays de coraje y gritos de dolor.
Los portugueses comenzaron a perder terreno, hasta que el mismo Brigadier das Chagas fue herido en el hombro derecho. Entonces comenzó la retirada de los invasores en las últimas horas de la tarde, y la implacable persecución de los gauchos y guaraníes misioneros se convirtió en un azote para los portugueses hasta que lograron repasar el río Uruguay.
Al anochecer de aquel 2 de julio la Batalla de Apóstoles concluía con una victoria rotunda de las fuerzas del comandante Andrés Guacurarí.

### Llegada de los primeros colonos
Corría el mes de junio de 1897, cuando llegó al Puerto de Buenos Aires un grupo de ciudadanos polacos y ucranianos que había abandonado su tierra natal en busca de horizontes más promisorios. Su propósito —en realidad— no había sido el de trasladarse a nuestras tierras. Quienes pensaron en su viaje, tenían el propósito de ubicarlos en Estados Unidos, ya que allí muchos de ellos tenían parientes. Pero la circunstancia de que la Dirección de Inmigración, de dicho país, consideró que no reunían las condiciones necesarias, por sugestión de propia empresa naviera fueron —posteriormente— desembarcados en el puerto de Buenos Aires.
Por aquellos tiempos, gobernaba Misiones Juan José Lanusse quien contaba en Buenos Aires, con un amigo: don Miguel Szelagowski, que se había mostrado, particularmente interesado, en ubicar en Misiones a un grupo de inmigrantes, verdaderos agricultores, de nacionalidad polaca y ucraniana.
Aceptada la propuesta por el gobernador Lanusse, pocos días después desembarcaban en Posadas, gobernación de Misiones, lo que comprenderían el primer contingente, para ser enviados, luego a Apóstoles.
Y así —un 27 de agosto de 1897— descendían de rústicas carretas el primer núcleo de colonos polacos y ucranios. En total, constituían 12 familias: 6 polacas y 6 ucranianas.
De dónde provienen los primeros colonos:
Los primeros grupos de inmigrantes ucranianos a la Argentina provienen casi exclusivamente del sureste de Galicia, alrededores de la ciudad  Toumach, distrito Stanyslaviv. Simultáneamente viene otro grupo menor de las provincias transcarpáticas de Bukovina y Besarabia. Después de la primera guerra europea en los años 1924-1928 llegaron de la provincia ucraniana de Volynia (noroeste de Ucrania) emigrantes ucranianos ortodoxos, que se radicaron en Oberá, Misiones. Número muy reducido de inmigrantes de esa nacionalidad proviene de otras regiones de la Ucrania, incluso de Kiev.

### Religiosidad de la época
La gran religiosidad de la colectividad polaca dio sus frutos, entre ellos, numerosas vocaciones sacerdotales y religiosas en Apóstoles y Azara. Desde 1917 hasta 1926 inclusive, iniciaron sus estudios y propagación para tal fin, cuarenta candidatos a sacerdotes y treinta y ocho candidatas a religiosas para distintas congregaciones.
En los años 1917-1918 eran muy numerosas y activas algunas congregaciones como la de “San Luis Gonzaga” e “Hijas de María” constituidas entonces por los que hoy son los “abuelos” de la actual generación. En las listas que se transcriben —de documentos originales— figuran numerosos fundadores de las principales familias de hoy, aunque muy pocos viven todavía.

## Economía
Su principal actividad económica está basada en el cultivo, producción y comercialización de yerba mate, y en menor medida la ganadería, apicultura, piscicultura, horticultura, cultivos de tabaco, té, mandioca y la producción de madera.

### Industria
La industria abarca molinos y secaderos yerbateros, molinos arroceros y de maíz; secaderos de té, industrialización de maderas, frigoríficos y mataderos, maquinaria agrícola, herrería; estructuras metálicas, elementos de fibrocemento, ladrillos cerámicos, alambre tejido y carrocerías para automotor.

### Turismo
Es la Capital Nacional de la Yerba Mate y se realiza anualmente la Fiesta Nacional e Internacional de la Yerba Mate durante la cual se desarrollan jornadas tecnológicas del sector, festival artístico, exposición comercial y otras actividades promocionales y de diversión.
También se realiza anualmente un encuentro de motos que atrae a motociclistas de toda la Argentina como también de países vecinos. Otros atractivos turísticos comprenden el Monumento a los Primeros Colonos; el Monumento del Mate; el Monumento al Gral San Martín (grupo escultórico, segundo en tamaño en el país)obra del artista local Raúl Delavi, las Iglesias de San Pedro y San Pablo de rito latino y Santísima Trinidad, de rito ucraniano; el monumento a Eva Duarte de Perón, única en su tipo, obra del artista local Wilfrido Tántera, el Museo y Archivo Histórico de Diego de Alfaro y el Museo Histórico Juan Szychowski, ubicado a 7 km de la ciudad, en las instalaciones de una importante empresa yerbatera.
Apóstoles acoge también motoencuentros durante el mes de junio, en el complejo de Expoyerba.

## Símbolos

### Himno
Apóstoles, tierra bendecida es el himno oficial de Apóstoles. Fue escrito por Concepción Quirós y Juan Swiderski, y declarado por ordenanza municipal por el Concejo Deliberante como la Canción Oficial de Apóstoles.

## Personas destacadas
- Julio César Humada, político y médico, que ocupó el cargo de Gobernador de Misiones entre 1987 y 1991.
- Mario Losada, político radical, gobernador de Misiones entre 1963 y 1966.
- Mario Losada, político radical, fue senador nacional por la provincia de Misiones durante 16 años y que llegó a presidir el Senado entre 2000 y 2001.
- Ramón Puerta, empresario y político. Fue gobernador de la provincia de Misiones entre 1991 y 1999. Luego fue elegido diputado nacional en 1999, cargo al cual renunció tras ser electo senador nacional en 2001. Estuvo en ejercicio del Poder Ejecutivo Nacional en diciembre de 2001, luego de que Fernando de la Rúa renunciara a su cargo.
- Chango Spasiuk, compositor y acordeonista de chamamé.
- Matías Giménez, futbolista.

## Guarnición
| Unidades de la Guar Ej Fortín Apóstoles                          | Abreviatura |
| ---------------------------------------------------------------- | ----------- |
| Regimiento de Infantería de Monte 30 «Coronel José Félix Bogado» | RI Mte 30   |

## Parroquias de la Iglesia católica
| Diócesis           | Posadas                                    |
| ------------------ | ------------------------------------------ |
| Parroquia          | San Pedro y San Pablo                      |
| Eparquía ucraniana | Santa María del Patrocinio en Buenos Aires |
| Parroquia          | Santísima Trinidad                         |